# Żerniki Górne

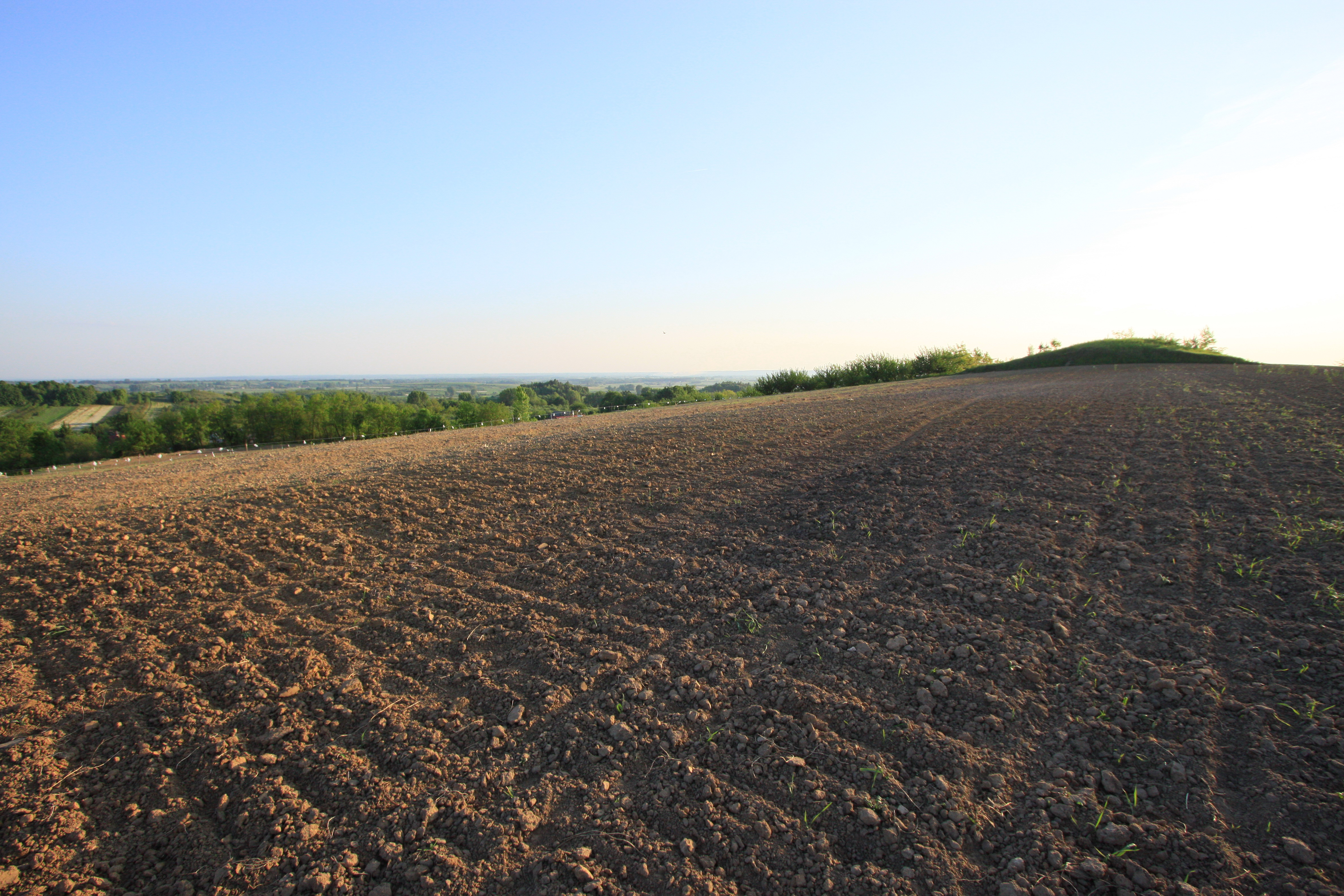
Starożytny kurhan na wzgórzu nad wsią

Żerniki Górne – wieś w Polsce, położona w województwie świętokrzyskim, w powiecie buskim, w gminie Busko-Zdrój.
Od 1 I do 8 XII 1973 w gminie Kołaczkowice. W latach 1975–1998 miejscowość administracyjnie należała do województwa kieleckiego.
W drugiej połowie XVI w. ośrodek działalności braci polskich.
Przez wieś przechodzi  zielony szlak turystyczny z Wiślicy do Grochowisk.

## Integralne części wsi
| części wsi | Chrusty, Czesławice, Grabie Dolne, Kolonia, Koło Szosy, Marianów, Podlesie, Podpaganka, Radejówka, Zakupniki, Zamogilec, Żerniki Górne-Kolonia, Żerniki-Grabie, Żerniki-Grójec |

## Badania archeologiczne
Na terenie wsi znajduje się starożytny kurhan wzniesiony w starszym okresie brązu przez ludność kultury trzcinieckiej, przez mieszkańców nazwany Mogiłką (lokalizacja: 50°27′58.0932″N, 20°47′33.7164″E). Jest on usytuowany na lokalnej kulminacji wzgórza znajdującego się na krawędzi lessowego płaskowyżu, który w tym miejscu opada stromo na południe, ku dolince otoczonej innymi wzniesieniami. Prowadzone tu w latach 1965–1968 badania archeologiczne przez Andrzeja Kempistego ukazały też trzy wcześniejsze fazy użytkowania tego miejsca:
- groby w prostokątnych jamach kultury mierzanowickiej i groby niszowe z młodszej fazy kultury ceramiki sznurowej z neolitu (4500–1700 p.n.e.)
- groby z pucharami doniczkowymi starszej fazy kultury ceramiki sznurowej z początków epoki metali (1700–500 p.n.e.).

Jest to największe z poznanych dotąd cmentarzysko (64 groby) ludności grupy krakowsko-sandomierskiej (GKS) i kultury ceramiki sznurowej (KCSz).